# Oliver Phelps

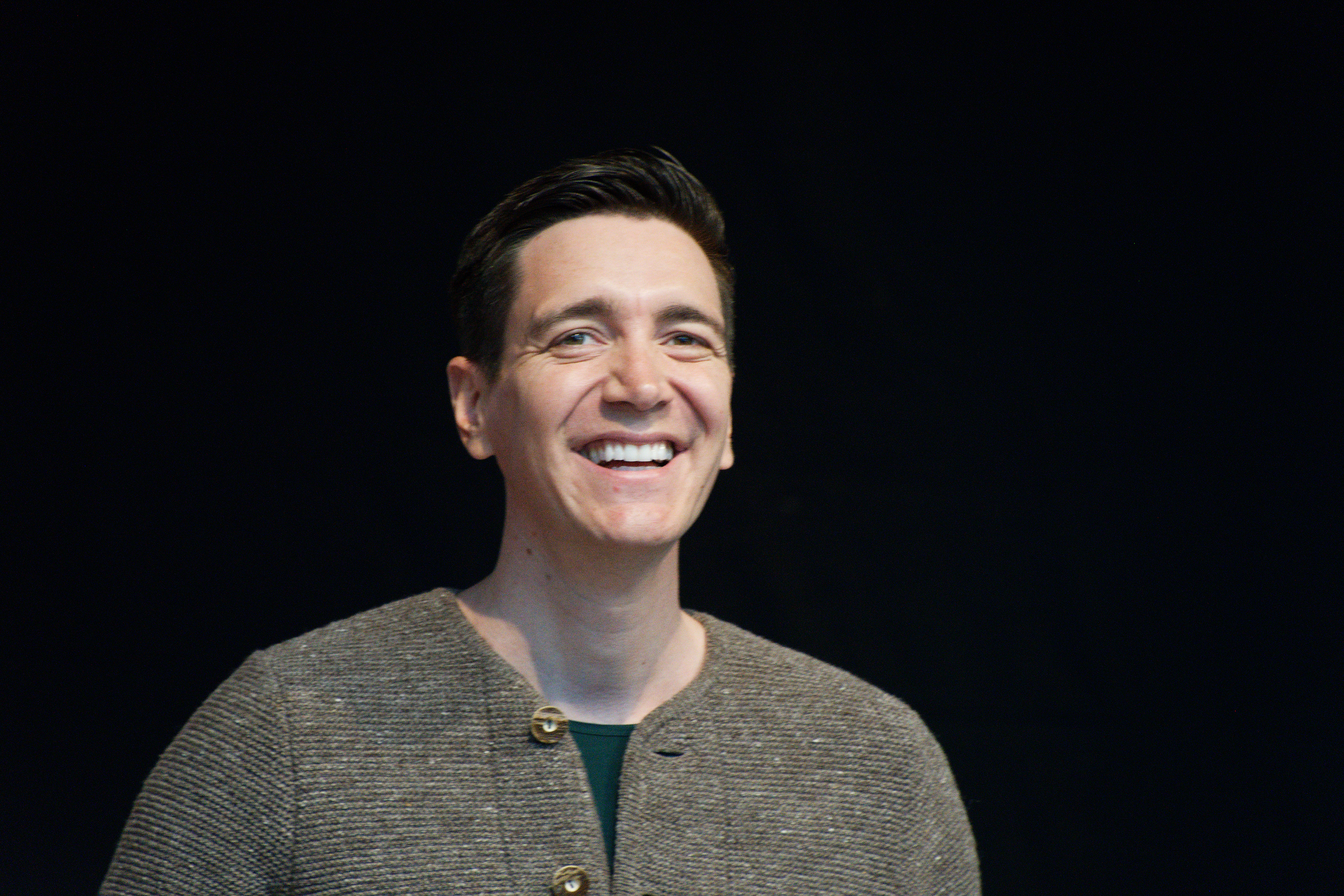
Oliver Phelps auf der Comic Con Germany 2023 in Stuttgart

Oliver Martyn John Phelps (* 25. Februar 1986 in Sutton Coldfield, Warwickshire, England) ist ein britischer Schauspieler.

## Leben
Oliver Phelps und sein eineiiger Zwillingsbruder James Andrew Eric  wurden in der Stadt Sutton Coldfield geboren, die zum Verwaltungsbezirk City of Birmingham gehört. Oliver kam als erster der beiden auf die Welt. Sie besuchten die Little Sutton-Grundschule und die Arthur Terry Secondary School. Sie verließen die Schule im Jahr 2004 mit A-Level-Prüfungen. 
Im Jahr 2000, als sie 14 Jahre alt waren, erhielten sie nach einem Casting die Rollen der Zwillinge Fred und George Weasley in dem Film Harry Potter und der Stein der Weisen. Oliver spielte George und James spielte Fred, sie sind allerdings meist nicht auseinanderzuhalten. Seitdem waren sie auch in allen anderen Harry-Potter-Filmen zu sehen. 
Oliver Phelps heiratete 2015 seine langjährige Freundin Katy Humpage.

## Filmografie

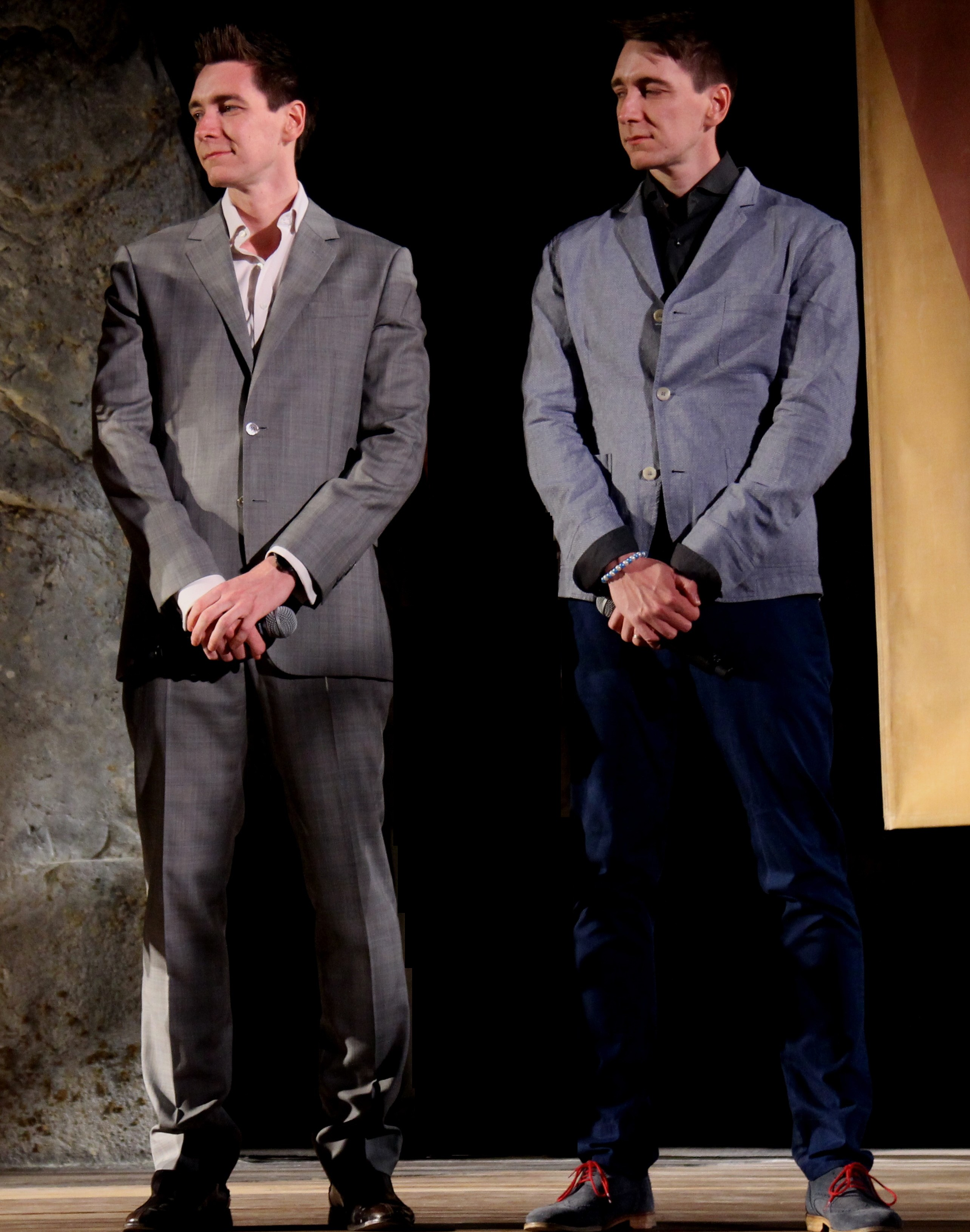
Oliver Phelps (rechts) und James Phelps (2016)

- 2001: Harry Potter und der Stein der Weisen (Harry Potter and the Philosopher’s Stone)
- 2002: Harry Potter und die Kammer des Schreckens (Harry Potter and the Chamber of Secrets)
- 2004: Harry Potter und der Gefangene von Askaban (Harry Potter and the Prisoner of Azkaban)
- 2005: Harry Potter und der Feuerkelch (Harry Potter and the Goblet of Fire)
- 2007: Harry Potter und der Orden des Phönix (Harry Potter and the Order of the Phoenix)
- 2009: Harry Potter und der Halbblutprinz (Harry Potter and the Half-Blood Prince)
- 2009: Kingdom (Fernsehserie, eine Folge)
- 2010: Harry Potter und die Heiligtümer des Todes: Teil 1 (Harry Potter and the Deathly Hallows: Part 1)
- 2011: Harry Potter und die Heiligtümer des Todes: Teil 2 (Harry Potter and the Deathly Hallows: Part 2)
- 2015: Danny and the Human Zoo (Fernsehfilm)
- 2021: Last Night in Soho
- 2022: Rückkehr nach Hogwarts (Harry Potter 20th Anniversary: Return to Hogwarts) (Fernsehspecial)